# Собор, флейтист и интерпретация
Собор, флейтист и интерпретация (The Cathedral, the Flutist, and Interpretation) �— статья Умберто Эко, опубликованная в журнале "Grand street" в 1991 году. 
В статье рассматриваются различии между интерпретацией и использованием текста. Использовать текст — значит накладывать на него свой опыт и эмоциональное состояние, интерпретировать текст — относится к нему внимательно, не приписывая тех значений, которых он не содержит.

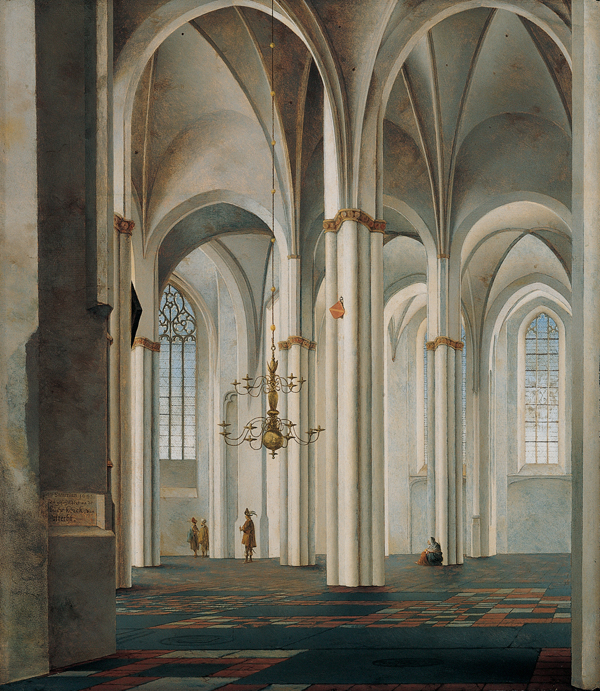
Питер Санредам – Интерьер Бюркерк в Утрехте

Эко объясняет разницу между двумя понятиями на примере голландского художника XVII в. Питера Санредама и его современник Якоб ван Эйк, слепой звонаря и флейтиста из Утрехтского собора.
Питер Санредам изображал церкви небывало высокими и невообразимо перпендикулярными, с сияющими белым светом стенами и колоннами. Глядя на его картины Умберто Эко представлял ван Эйка, который мог играть на флейте в это время, а люди изображённые на картине Санредама могли оказаться его слушателями. Эко задает вопрос: использует ли он или интерпретирует картину Питера Санредама. С одной стороны, он использует его для собственной фантазии, с другой, смысл картины от этого не искажается.
У. Эко приводит в пример взгляд Ролана Барта на работы Санредама. Барт видит что-то безмолвное и неподвижное, а Эко движение, которое заставляет звучать тишину.
Умберто Эко отказывается давать прямой ответ на вопрос кто же из них использует, а кто интерпретирует картины Питера Санредама, но говорит, что относится к тексту внимательно — не значит ограничиваться единственным его прочтением. Текст может порождать различные интерпретации.